# ダイレクトエクスプレス直Q京都号
ダイレクトエクスプレス直Q京都号（ダイレクトエクスプレスちょっきゅうきょうとごう）は、京阪バスが運行する急行バスの路線愛称である。
岩手県北バスの106急行バスとともに急行バスが成功した数少ない事例であり、運賃が低廉であることや、都道府県庁所在地（京都市）と地方都市（京都松井山手線の京都府八幡市・京田辺市）とを結ぶという共通点もあるが、高速道路を走行することや、大都市間の路線（京都交野なんば線）も存在するという相違点もある。

## 概要
京都府京都市の京都駅と、京田辺市の松井山手駅周辺地域間、及び大阪府交野市の河内磐船駅、交野市駅もしくは枚方市の枚方市駅、藤田川（香里団地東部）を経由して大阪市のなんば(OCAT)間、及びユニバーサル・スタジオ・ジャパンを経由してホテル京阪 ユニバーサル・タワー間とを結ぶ「京都松井山手線」と「京都交野なんば線」の2路線からなる。両路線とも運行経路番号は制定されず、案内上は「直Q京都号」としている。
運行開始から2014年9月6日改定までは京田辺営業所が単独で運行していたが、同改定からは枚方営業所との共同管轄となっている。
都市間バスであり、両路線とも高速道路である第二京阪道路、および一部区間で阪神高速道路と近畿自動車道を走行する。走行経路である阪神高速道路13号東大阪線が著しい渋滞の時は、1号環状線を通り、12号守口線を経由し近畿自動車道、第二京阪道路を経由していた。しかし正式には一般路線バスの一種である「直通急行バス」であり、純然たる高速バスではない。
なお、京阪バスの一般路線バスが高速道路を走行するのは、京都地区では1984年まで設定されていた京都八日市線以来25年ぶりとなった。大阪地区では2001年より2002年まで運行していた樟葉駅 - ユニバーサル・スタジオ・ジャパン間の直通バスで高速道路走行の例がある。
当路線のバス停留所は、一部を除き専用のバス停標識となっている（丸の中に「直Q」と表示）。
2019年4月1日、本路線初の運賃値上げを実施した。

## 路線

### 京都松井山手線
2009年11月1日より運行開始。京都駅と、八幡市のあかねヶ丘（京阪東ローズタウン）及び摂南大学北口を経由し（ともに一部を除く）、京田辺市の松井山手駅、京田辺市役所及び大阪府枚方市の大阪国際大学、田ノ口バス停とを結ぶ。
2017年3月18日より摂南大学北口経由松井山手駅行きも1日2往復設定された後、2018年4月1日よりこのパターンとは逆の松井山手駅経由摂南大学北口行きも設定されている。同年12月3日改定より流通施設であるプロロジスパーク京田辺を経由する便も設定される。

#### 経路
2017年3月18日の摂南大学北口乗り入れ前には次の6つの経路があった。
- 京都駅八条口（ホテル京阪前） - 大石橋（九条駅） - 十条駅 - 久世橋通新町西詰／十条油小路 - (阪神高速8号京都線・第二京阪道路) - あかねヶ丘 - 松井山手駅
- 京都駅八条口 - 大石橋 - 十条駅 - 久世橋通新町西詰／十条油小路 - (阪神高速8号京都線・第二京阪道路) - あかねヶ丘 - 松井山手駅 - 大阪国際大学
- 京都駅八条口 - 大石橋 - 十条駅 - 久世橋通新町西詰／十条油小路 - (阪神高速8号京都線・第二京阪道路) - あかねヶ丘 - 松井山手駅 - 松井ヶ丘一丁目 - 花住坂 - 虚空蔵谷 - 大住ヶ丘西 - 大住ヶ丘 - 健康ヶ丘 - 畠 - 薪井手 - 一休寺 - 一休ヶ丘 - 京田辺市役所
- 京都駅八条口→大石橋→十条駅→十条油小路→(阪神高速8号京都線・第二京阪道路)→高速京田辺→(第二京阪道路）→大阪国際大学〔平日のみ運行〕
- 京都駅八条口→大石橋→十条駅→十条油小路→(阪神高速8号京都線・第二京阪道路)→あかねヶ丘→松井山手駅→関西外大学研都市キャンパス〔平日のみ運行〕
- 京都駅八条口 - 大石橋 - 十条駅 - 久世橋通新町西詰／十条油小路 - (阪神高速8号京都線・第二京阪道路) - あかねヶ丘 - 松井山手駅 - 長尾駅 - 長尾口 - 長尾元町 - 長尾西口 - 既製服団地 - 長尾谷町 - 春日山 - 山田池団地 - 出屋敷 - 国道田ノ口 - 田ノ口

高速道路の走行区間は上鳥羽出入口 - 八幡東IC（大阪国際大学直通便は枚方東IC）間である。
京都駅八条口-久世橋通新町西詰／十条油小路の停留所相互間のみ、あかねヶ丘-大阪国際大学・京田辺市役所・田ノ口の停留所相互間のみの利用は出来ない。
久世橋通新町西詰は京都駅八条口行きの便での降車のみ、十条油小路は松井山手駅・大阪国際大学・京田辺市役所・関西外大行きの便での乗車のみの取扱である。

#### 以前の経路
2013年3月15日までは、往復運行ではなく、京都市内で反時計回りの一方向運行となる循環運行であった。松井山手駅発着便、大阪国際大学発着便のほか、京田辺市役所発着便（一部時間帯のみ）、平日の朝夕には、大阪国際大学直通便も運行されていた。ただし、京田辺市役所発・京都駅八条口経由・松井山手駅着のように発着地が同じでない便も存在していた。
案内放送では、「京都駅八条口行き」「松井山手駅行き」のように、京都駅八条口を境に区別されていた。
具体的な経路と停留所は下記の通り。（●印の停留所は停車、｜印の停留所は通過）
| 京都駅八条口行き〔↑〕  | 京都駅八条口行き〔↑〕 | 京都駅八条口行き〔↑〕 | 京都駅八条口行き〔↑〕 | 京都駅八条口行き〔↑〕 |   | 松井山手駅・大阪国際大学・京田辺市役所行き〔↓〕 | 松井山手駅・大阪国際大学・京田辺市役所行き〔↓〕 | 松井山手駅・大阪国際大学・京田辺市役所行き〔↓〕 | 松井山手駅・大阪国際大学・京田辺市役所行き〔↓〕 | 松井山手駅・大阪国際大学・京田辺市役所行き〔↓〕 |
| ---------------------- | --------------------- | --------------------- | --------------------- | --------------------- | - | ----------------------------------------------- | ----------------------------------------------- | ----------------------------------------------- | ----------------------------------------------- | ----------------------------------------------- |
| 京都駅八条口           | ●                     | ●                     | ●                     | ●                     | → | ●                                               | ●                                               | ●                                               | ●                                               | 京都駅八条口（ホテル京阪前）                    |
| 大石橋（地下鉄九条駅） | ●                     | ●                     | ●                     | ●                     |   | ●                                               | ●                                               | ●                                               | ●                                               | 京都駅八条口西（新・都ホテル前）                |
| 十条駅（地下鉄）       | ●                     | ●                     | ●                     | ●                     | ● | ●                                               | ●                                               | ●                                               | 東寺道                                          |                                                 |
| 久世橋通新町西詰       | ●                     | ●                     | ●                     | ●                     | ● | ●                                               | ●                                               | ●                                               | 十条油小路                                      |                                                 |
| 〔阪神高速8号京都線〕  | ↑                     | ↑                     | ↑                     | ↑                     | ↓ | ↓                                               | ↓                                               | ↓                                               | 〔阪神高速8号京都線〕                           |                                                 |
| 〔第二京阪道路〕       | ↑                     | ↑                     | ↑                     | ↑                     | ↓ | ↓                                               | ↓                                               | ↓                                               | 〔第二京阪道路〕                                |                                                 |
| あかねヶ丘             | ●                     | ●                     | ｜                    | ●                     | ● | ●                                               | ｜                                              | ●                                               | あかねヶ丘                                      |                                                 |
| 松井山手駅             | ●                     | ●                     | ｜                    | ●                     | ● | ●                                               | ｜                                              | ●                                               | 松井山手駅                                      |                                                 |
| 大阪国際大学           |                       | ●                     | ●                     | ｜                    |   | ●                                               | ●                                               | ｜                                              | 大阪国際大学                                    |                                                 |
| 松井ヶ丘一丁目         |                       |                       |                       | ●                     |   |                                                 |                                                 | ●                                               | 松井ヶ丘一丁目                                  |                                                 |
| 花住坂                 |                       |                       |                       | ●                     |   |                                                 |                                                 | ●                                               | 花住坂                                          |                                                 |
| 虚空蔵谷               |                       |                       |                       | ●                     |   |                                                 |                                                 | ●                                               | 虚空蔵谷                                        |                                                 |
| 大住ヶ丘西             |                       |                       |                       | ●                     |   |                                                 |                                                 | ●                                               | 大住ヶ丘西                                      |                                                 |
| 大住ヶ丘               |                       |                       |                       | ●                     |   |                                                 |                                                 | ●                                               | 大住ヶ丘                                        |                                                 |
| 健康ヶ丘               |                       |                       |                       | ●                     |   |                                                 |                                                 | ●                                               | 健康ヶ丘                                        |                                                 |
| 畠                     |                       |                       |                       | ●                     |   |                                                 |                                                 | ●                                               | 畠                                              |                                                 |
| 薪井手                 |                       |                       |                       | ●                     |   |                                                 |                                                 | ●                                               | 薪井手                                          |                                                 |
| 一休寺                 |                       |                       |                       | ●                     |   |                                                 |                                                 | ●                                               | 一休寺                                          |                                                 |
| 一休ヶ丘               |                       |                       |                       | ●                     |   |                                                 |                                                 | ●                                               | 一休ヶ丘                                        |                                                 |
| 京田辺市役所           |                       |                       |                       | ●                     |   |                                                 |                                                 | ●                                               | 京田辺市役所                                    |                                                 |

高速道路の走行区間は上鳥羽出入口 - 八幡東IC（大阪国際大学直通便は枚方東IC）間であった。
循環運行であるが、乗車区間には次のような制約があった。
- あかねヶ丘～松井山手駅～京田辺市役所・大阪国際大学の停留所で乗車した場合、京都駅八条口を越えて乗車し京都駅八条口西、東寺道、十条油小路で降車できる。十条油小路を越えての乗車はできない。
- 久世橋通新町西詰、十条駅、大石橋で乗車した場合、京都駅八条口を越えて乗車し、あかねヶ丘～松井山手駅～京田辺市役所・大阪国際大学の停留所で降車できる。
- あかねヶ丘～松井山手駅～京田辺市役所・大阪国際大学の停留所相互間のみ、久世橋通新町西詰～京都駅八条口～十条油小路の停留所相互間のみは利用できない。

各停留所での乗降の取扱では次のようになる。
- あかねヶ丘～松井山手駅～京田辺市役所・大阪国際大学の停留所は、京都駅八条口行の便では乗車専用、京都駅八条口発の便では降車専用である。
- 久世橋通新町西詰～京都駅八条口～十条油小路の停留所は乗車・降車ともに可能であるが、降車はあかねヶ丘～松井山手駅～京田辺市役所・大阪国際大学の停留所で乗車した乗客に限られる。

なお、2010年4月1日より畠～京田辺市役所が延長され、途中に、薪井手、一休寺、一休ヶ丘の3停留所が設けられた。また同年11月1日より山科急行との乗り換えも可能になった。
2018年4月1日より、二条駅および関西外大学研都市キャンパス乗り入れが廃止される一方で、京都駅八条口行の便では乗車専用、京都駅八条口発の便では降車専用であった松井山手駅についてのみ、両方向とも全便の乗降車を可能とする措置となった。なお、これまで京都松井山手線のうち、京都交野なんば線の入出庫目的で設定されている田ノ口発着便を除く便は全便が京田辺営業所の車両で運用されていたが、この改定より枚方営業所の車両も後述の京都交野なんば線の間合い運用で、同路線の松井山手駅・大阪国際大学発着便にもごく一部の便で設定され、共管となった。なお、京田辺市役所・摂南大学北口発着便は全便が京田辺営業所の管轄、田ノ口発着便は全便が枚方営業所管轄である。

#### 歴史
- 2009年11月1日 : 運行開始。平日1日21往復（京都駅八条口 - 松井山手駅:往路(京都駅行き)12便・復路(京都駅発)12便、京都駅八条口 - 大阪国際大学:往路5便・復路5便、京都駅八条口 - 大阪国際大学（直通便）:往路2便・復路2便、京都駅八条口 - 畠:往路2便・復路2便）、土曜・休日1日17往復（京都駅八条口 - 松井山手駅:往路8便・復路8便、京都駅八条口 - 大阪国際大学:往路7便・復路7便、京都駅八条口 - 畠:往路2便・復路2便）。
- 2010年4月1日 : 畠発着便を京田辺市役所へ延長。平日1日27往復（京都駅八条口 - 松井山手駅:往路9便・復路9便、京都駅八条口 - 大阪国際大学:往路12便・復路11便、京都駅八条口 - 大阪国際大学（直通便）:往路2便・復路3便、京都駅八条口 - 京田辺市役所:往路4便・復路4便）、土曜・休日1日25往復（京都駅八条口 - 松井山手駅:往路8便・復路8便、京都駅八条口 - 大阪国際大学:往路13便・復路13便、京都駅八条口 - 京田辺市役所:往路4便・復路4便）に増便。
- 2011年4月1日 : 平日1日32往復（京都駅八条口 - 松井山手駅:往路13便・復路13便、京都駅八条口 - 大阪国際大学:往路13便・復路11便、京都駅八条口 - 大阪国際大学（直通便）:往路1便・復路3便、京都駅八条口 - 京田辺市役所:往路5便・復路5便）、土曜・休日1日26往復（京都駅八条口 - 松井山手駅:往路9便・復路9便、京都駅八条口 - 大阪国際大学:往路13便・復路13便、京都駅八条口 - 京田辺市役所:往路4便・復路4便）に増便。平日のみ深夜バス・深夜直Qを運行開始（往路1便・復路1便）。
- 2013年3月16日 : 京都市内の経路を変更し、京都駅八条口西、東寺道の2停留所を廃止。平日1日37.5往復（京都駅八条口 - 松井山手駅:往路18便・復路18便、京都駅八条口 - 大阪国際大学:往路13便・復路11便、京都駅八条口 - 大阪国際大学（直通便）:復路4便、京都駅八条口 - 京田辺市役所:往路6便・復路5便）、土曜・休日1日31往復（京都駅八条口 - 松井山手駅:往路16便・復路16便、京都駅八条口 - 大阪国際大学:往路12便・復路12便、京都駅八条口 - 京田辺市役所:往路3便・復路3便）に増便。土曜・休日にも深夜直Qを運行開始（復路1便）。平日の深夜直Qを増便（往路1便・復路2便）。
- 2014年4月1日 : 平日朝の2便を松井山手駅から関西外大学研都市キャンパスへ延長。平日のみ運行の大阪国際大学行き直通便について、高速京田辺での降車取扱いを開始。平日1日42.5往復（京都駅八条口 - 松井山手駅:往路22便・復路18便、京都駅八条口 - 大阪国際大学:往路14便・復路9便、京都駅八条口 - 大阪国際大学（直通便）:復路7便、京都駅八条口 - 京田辺市役所:往路6便・復路7便、京都駅八条口 - 関西外大学研都市キャンパス:復路2便）、土曜・休日1日30.5往復（京都駅八条口 - 松井山手駅:往路16便・復路16便、京都駅八条口 - 大阪国際大学:往路12便・復路11便、京都駅八条口 - 京田辺市役所:往路3便・復路3便）へと平日はラッシュ時に増便し、土休日は復路の大阪国際大学行き1本を減便。
- 2014年9月6日 : 京都駅八条口 - 田ノ口間の経路を新設。平日1日44.5往復（京都駅八条口 - 松井山手駅:往路22便・復路18便、京都駅八条口 - 大阪国際大学:往路14便・復路9便、京都駅八条口 - 大阪国際大学（直通便）:復路7便、京都駅八条口 - 京田辺市役所:往路6便・復路7便、京都駅八条口 - 関西外大学研都市キャンパス:復路2便、京都駅八条口 - 田ノ口:往路2便・復路2便）、土曜・休日1日32.5往復（京都駅八条口 - 松井山手駅:往路16便・復路16便、京都駅八条口 - 大阪国際大学:往路12便・復路11便、京都駅八条口 - 京田辺市役所:往路3便・復路3便、京都駅八条口 - 田ノ口:往路2便・復路2便）に増便。
- 2017年3月18日 ： 京都松井山手線の平日朝夕の一部便を摂南大学北口経由に変更。
- 2018年4月1日 ： 二条駅および関西外大学研都市キャンパス乗り入れを廃止。松井山手駅については両方向とも全便の乗降車を取り扱いすることとし、松井山手駅発着の区間利用を可能とする。また摂南大学北口発着便を設定。同時に松井山手駅および大阪国際大学発着便の一部を枚方営業所の管轄に変更。
- 2018年12月3日 ： 京都松井山手線を増便の上、松井山手駅発着の一部便をプロロジスパーク京田辺に延長し、大阪国際大学発着便の一部もプロロジスパーク京田辺経由となる。
- 2019年4月1日 ： 初の運賃値上げを実施。全区間の運賃は600円に値上げ。
- 2020年4月1日 ： 田ノ口発着便を長尾駅発着に短縮し京田辺営業所に移管して廃止。枚方営業所管轄便が撤退。入れ替わりに一部の便で洛南営業所管轄便を設定。

### 京都交野なんば線
2012年4月1日より運行開始。京都駅と、京田辺市の高速京田辺、大阪府交野市の河内磐船駅、交野市駅を経由し、なんば(OCAT)及びユニバーサル・スタジオ・ジャパン近くのホテル京阪 ユニバーサル・タワーとを結ぶ。
この路線の開業により、JR学研都市線沿線（交野市、京田辺市）から大阪ミナミ（なんば）へ乗り換えなしで結ばれることになった。さらに2016年3月12日より一部の便を除きユニバーサル・スタジオ・ジャパンにも乗り入れを開始した。
車両運用については前述の京都松井山手線と共通ではあるが、枚方営業所管轄便は基本経路である河内磐船駅・京阪交野市駅・なんば（OCAT）には向かわず、全便がホテル京阪 ユニバーサル・タワー（一部はユニバーサル・スタジオ・ジャパンにも停車）の直行便および枚方車庫・枚方市駅・藤田川経由便のみで運用される。一方で京田辺営業所管轄便に関しても、枚方車庫・枚方市駅・藤田川経由便には充当されず、ホテル京阪 ユニバーサル・タワー発着の便での運用も直行便を含めて、土曜・休日のみに充当される（ホテル京阪 ユニバーサル・タワー発着便は平日は全便が枚方営業所の管轄）。

#### 経路
2016年3月12日のユニバーサル・スタジオ・ジャパン立ち寄りによるダイヤ改正前には、次の9つの経路があった。
- 京都駅八条口（ホテル京阪前） - 大石橋（九条駅） - 十条駅 - 久世橋通新町西詰／十条油小路 - (阪神高速8号京都線・第二京阪道路) - 高速京田辺 - (第二京阪道路) - 河内磐船駅 - 京阪交野市駅 - (第二京阪道路・近畿自動車道・阪神高速13号東大阪線・阪神高速1号環状線) - なんば（OCAT）
- 京都駅八条口 - 大石橋 - 十条駅 - 久世橋通新町西詰／十条油小路 - (阪神高速8号京都線・第二京阪道路) - 高速京田辺 - (第二京阪道路) - 河内磐船駅 - 京阪交野市駅
- 京都駅八条口 - 大石橋 - 十条駅 - 久世橋通新町西詰／十条油小路 - (阪神高速8号京都線・第二京阪道路) - あかねヶ丘 - 松井山手駅 - 河内磐船駅 - 京阪交野市駅
- 京都駅八条口 - 大石橋 - 十条駅 - 久世橋通新町西詰／十条油小路 - (阪神高速8号京都線・第二京阪道路) - 高速京田辺 - (第二京阪道路・近畿自動車道・阪神高速13号東大阪線・阪神高速1号環状線) - ホテル京阪 ユニバーサル・タワー
- 京都駅八条口 - 大石橋 - 十条駅 - 久世橋通新町西詰／十条油小路 - (阪神高速8号京都線・第二京阪道路) - 高速京田辺 - (第二京阪道路) - 枚方車庫 - 枚方市駅南口 - 藤田川 - (第二京阪道路・近畿自動車道・阪神高速13号東大阪線・阪神高速1号環状線) - ホテル京阪 ユニバーサル・タワー
- 京都駅八条口 - 大石橋 - 十条駅 - 久世橋通新町西詰／十条油小路 - (阪神高速8号京都線・第二京阪道路) - 高速京田辺 - (第二京阪道路) - 河内磐船駅 - 京阪交野市駅 - (第二京阪道路・近畿自動車道・阪神高速13号東大阪線・阪神高速1号環状線) - なんば（OCAT） - ホテル京阪 ユニバーサル・タワー〔土曜・休日のみ運行〕
- 四条大宮←四条烏丸←五条坂←七条京阪前←京都駅八条口←大石橋←十条駅←久世橋通新町西詰←(阪神高速8号京都線・第二京阪道路)←高速京田辺←(第二京阪道路・近畿自動車道・阪神高速13号東大阪線・阪神高速1号環状線)←ホテル京阪 ユニバーサル・タワー
- 京田辺市役所 - 一休ヶ丘 - 一休寺 - 薪井手 - 畠 - 健康ヶ丘 - 大住ヶ丘 - 大住ヶ丘西 - 虚空蔵谷 - 花住坂 - 松井ヶ丘一丁目 - 松井山手駅 - 河内磐船駅 - 京阪交野市駅 - (第二京阪道路・近畿自動車道・阪神高速13号東大阪線・阪神高速1号環状線) - なんば（OCAT）
- 京田辺市役所 - 一休ヶ丘 - 一休寺 - 薪井手 - 畠 - 健康ヶ丘 - 大住ヶ丘 - 大住ヶ丘西 - 虚空蔵谷 - 花住坂 - 松井ヶ丘一丁目 - 松井山手駅 - 河内磐船駅 - 京阪交野市駅 - (第二京阪道路・近畿自動車道・阪神高速13号東大阪線・阪神高速1号環状線) - なんば（OCAT） - ホテル京阪 ユニバーサル・タワー〔土曜・休日のみ運行〕

高速道路の走行区間は、上鳥羽出入口 - 交野北IC間と交野南IC - 湊町出入口間、松井山手駅経由便では上鳥羽出入口 - 八幡東IC間と交野南IC - 湊町出入口間、枚方市駅南口経由便では上鳥羽出入口 - 枚方東IC間と交野南IC - 島屋出入口間、ホテル京阪 ユニバーサル・タワー直行便では上鳥羽出入口 - 島屋出入口間である。なお、京阪バスの本路線での路線経路免許は、この他にも迂回経路として、阪神高速12号守口線についても取得しており、阪神高速13号東大阪線が渋滞している場合は、門真JCT - 天神橋JCT間で正経路で運行せずに、近畿自動車道を北上して守口JCTより阪神高速12号守口線を迂回して天神橋JCTで正経路に戻る運行ができるようになっている。
京都駅八条口-久世橋通新町西詰/十条油小路の停留所相互間のみ、あかねヶ丘 - 京田辺市役所の停留所相互間のみの利用はできない。なお、河内磐船駅 - 京阪交野市駅間のみの利用は可能であり、この区間は交野営業所の17A号経路と重複している。ただし、17A号経路とは異なり、河内磐船駅 - 京阪交野市駅間の途中停留所には停車せず、同経路で利用可能である京阪バスIC1dayチケット・定期券などは使用できない。その他、なんば（OCAT） - ユニバーサル・スタジオ・ジャパンおよびホテル京阪 ユニバーサル・タワー間のみの利用も可能となっている（ただしユニバーサル・スタジオ・ジャパン - ホテル京阪 ユニバーサル・タワー間相互間のみの利用はできない）。
久世橋通新町西詰は京都駅八条口行きの便での降車のみ、十条油小路はなんば（OCAT）・ホテル京阪 ユニバーサル・タワー行きの便での乗車のみの取扱である。

#### 歴史
- 2012年1月20日 : 国土交通省 近畿運輸局に（2012年4月1日運行開始予定として）運行を申請[3]。
- 2012年3月9日 : 運行申請が2012年3月2日に認可され、2012年4月1日に運行を開始すると正式発表（ダイヤも発表）[2]。
- 2012年4月1日 : 運行開始。平日1日17.5往復（京都駅八条口 - なんば:往路(京都駅行き)13便・復路(京都駅発)14便、京都駅八条口 - 京阪交野市駅:往路2便・復路1便、高速京田辺 - なんば:往路3便・復路2便）、土曜・休日1日16往復（京都駅八条口 - なんば:往路13便・復路13便、京都駅八条口 - 京阪交野市駅:往路1便・復路1便、高速京田辺 - なんば:往路2便・復路2便）。
- 2013年3月16日 : 京都市内に久世橋通新町西詰、十条油小路の2停留所を新設。松井山手駅経由の京都駅八条口 - 京阪交野市駅間と京田辺市役所 - なんば間の経路を新設（あかねヶ丘～京田辺市役所の各停留所も新設）。平日1日18往復（京都駅八条口 - なんば:往路15便・復路14便、京都駅八条口 - 京阪交野市駅:往路1便・復路1便、京都駅八条口 - 京阪交野市駅（松井山手駅経由）:往路1便・復路1便、京田辺市役所 - なんば:往路1便・復路2便）、土曜・休日1日16往復（京都駅八条口 - なんば:往路14便・復路13便、京都駅八条口 - 京阪交野市駅:往路1便・復路1便、京都駅八条口 - 京阪交野市駅（松井山手駅経由）:復路1便、京田辺市役所 - なんば:往路1便・復路2便）に増便。
- 2014年4月1日 : 土曜・休日のみ一部のなんば発着便をホテル京阪 ユニバーサル・タワー（以下「ホテル京阪UT」と表記）へ延伸。京都駅・高速京田辺～ホテル京阪UTの直行経路を新設。平日1日18.5往復（京都駅八条口 - なんば:往路15便・復路14便、京都駅八条口 - 京阪交野市駅:往路1便・復路1便、京都駅八条口 - 京阪交野市駅（松井山手駅経由）:往路2便・復路1便、京田辺市役所 - なんば:往路1便・復路2便）、土曜・休日1日21往復（京都駅八条口 - なんば:往路13便・復路12便、京都駅八条口 - 京阪交野市駅:往路2便・復路2便、京都駅八条口 - 京阪交野市駅（松井山手駅経由）:復路1便、京都駅八条口 - ホテル京阪UT:往路3便・復路4便、京都駅八条口 - ホテル京阪UT（なんば経由）:往路1便、京田辺市役所 - ホテル京阪UT:往路2便・復路2便）に増便。
- 2014年9月6日 : 平日にホテル京阪UT発着便を運行開始、うち1往復は枚方市駅南口経由、朝のホテル京阪UT発の1便は京都駅八条口から四条大宮へ延長。平日1日20.5往復（京都駅八条口 - なんば:往路15便・復路14便、京都駅八条口 - 京阪交野市駅:往路1便・復路1便、京都駅八条口 - 京阪交野市駅（松井山手駅経由）:往路2便・復路1便、京田辺市役所 - なんば:往路1便・復路2便、京都駅八条口 - ホテル京阪UT（枚方市駅南口経由）:往路1便・復路1便、京都駅八条口 - ホテル京阪UT:往路1便、四条大宮 - ホテル京阪UT:復路1便）、土曜・休日1日23往復（京都駅八条口 - なんば:往路13便・復路12便、京都駅八条口 - 京阪交野市駅:往路2便・復路2便、京都駅八条口 - 京阪交野市駅（松井山手駅経由）:復路1便、京都駅八条口 - ホテル京阪UT:往路3便・復路4便、京都駅八条口 - ホテル京阪UT（なんば経由）:往路1便、京田辺市役所 - ホテル京阪UT:往路2便・復路2便）に増便。
- 2016年3月12日 ： 一部便をユニバーサル・スタジオ・ジャパンに停車開始。
- 2019年4月1日 ： 初の運賃値上げを実施。ホテル京阪 ユニバーサル・タワーおよびユニバーサル・スタジオ・ジャパン - 京都市内相互間の運賃のみ現行運賃を据え置き、それ以外の区間での最大運賃は900円に値上げ。
- 2020年4月1日 ： 枚方営業所管轄便を洛南営業所管轄に移管。またこれまで京田辺営業所単独で運行していた京都駅 - 京田辺・交野 - なんば便の一部にも洛南営業所管轄便を設定。
- 2023年12月16日 : 運転士不足が深刻化しているため、京都駅八条口～京阪交野市駅～星田駅・なんばOCATのうち京阪交野市駅～星田駅・なんばOCAT間を廃止し、京阪交野市駅発着に変更。また、10時台～13時台の運行を取り止め。

## 車両
車両は、京田辺営業所に専用のHタイプ、枚方営業所にリムジンバス兼用のHタイプで運用される（Hタイプはリムジン・高速・急行仕様車を表しており、このうちトイレ設備が省略されている車両を両営業所とも使用）。「京都松井山手線」と「京都交野なんば線」の2路線で共通運用となっている。かつては「京都松井山手線」と「京都交野なんば線」とで運用は独立しており、車両デザインも路線ごとに異なっていたが、2013年3月16日から運用が共通化され、車両デザインも一部変更して統一された。
「京都松井山手線」の運行開始当初は3台（うち1台は第1予備車）の配置であった。その後、増便に伴い2010年4月1日より2台（うち1台は第2予備車）、2011年4月1日より1台が増備された。「京都交野なんば線」の運行開始にあたっては5台が増備された。
かつては多客時や臨時増発で車両が不足した場合は、Bタイプ（路線・貸切兼用車）の車両を運用する場合があった。Bタイプは運行開始当初は枚方営業所より借り入れていたが、2010年4月より正式配属（第2予備車）となったが、現在はHタイプの増車により他の営業所に転属している。また、旧・京阪宇治交通リムジンバス車両である車両1台が配置され、この車両で運用されることもあったが、現在は廃車となった。
2011年4月には、それまでの第1予備車に代わって、京阪バスでは初めて路線バスタイプ車体の急行バス用トップドア車1台が導入された。また、2012年7月には、第2予備車も路線バスタイプ車体の急行バス用トップドア車に置き換えられた。なお、これらの路線バスタイプ車体の急行バス用トップドア車2台は、2013年11月に他の車両と同じ高速バスタイプ車体の車両に置き換えられた。2013年以降は全車が純然たるリムジン・高速・急行仕様車で統一している。
枚方営業所管轄便と京田辺営業所管轄便とで車両の側面デザインに違いがあり、前者はリムジンバスとの兼用車であるため、前面には舞妓のみ、側面には舞妓のイラストと「KEIHAN BUS」のロゴが入るのみであるが、後者は本路線専属の車両であるため、前面には舞妓とダイレクトエクスプレス直Q京都号のロゴが、側面には舞妓と「京都 - 松井山手/京都 - 京田辺・交野 - なんば」の文字がロゴとともに、窓上と後面にも「京都・なんばへ一直線!ダイレクトエクスプレス直Q京都」との文字がそれぞれ入っている。